# 다리아 핼프린
다리아 핼프린(Daria Halprin, 1948년 12월 30일 ~ )은 미국의 배우, 심리학자이다. 미국의 신체 표현 예술 치료사, 작가, 댄서 교사, 주로 1960년대 후반과 1970년대 초반의 세 편의 영화에 출연했으며 타말파 연구소(Tamalpa Institute)의 창립 이사로 알려진 전직 여배우이다.
샌프란시스코에서 태어났다.

## 생애
샌프란시스코에 거주하는 조경가 로렌스 할프린과 안무가 안나 할프린의 딸로 유대인 가정에서 태어나 샌프란시스코 베이 지역에서 자랐다. 안무가 안나 할프린은 1950년대에 춤을 치유의 예술로 활용하는 선구자 중 한 명이었다. 어머니처럼 할프린은 무용을 공부했고 1960년대 중반에 영화에서 연기를 시작했다. 그녀의 친할머니는 시오니스트 지도자 로즈 할프린(Rose Halprin)이었다.

## 영화
- 예루살렘 필름 (1972년)
- 자브리스키 포인트 (1970년)